# Serguéi Kovalenko (luchador)
Serguéi Vladímirovich Kovalenko –en ruso, Сергей Владимирович Коваленко– (Shajty, 25 de mayo de 1976) es un deportista ruso que compitió en lucha grecorromana. Ganó una medalla de bronce en el Campeonato Mundial de Lucha de 2006 y dos medallas en el Campeonato Europeo de Lucha, plata en 2006 y bronce en 2005.
Participó en los Juegos Olímpicos de Pekín 2008, ocupando el séptimo lugar en la categoría de 66 kg.

## Palmarés internacional
| Campeonato Mundial | Campeonato Mundial | Campeonato Mundial | Campeonato Mundial |
| Año                | Lugar              | Medalla            | Categoría          |
| ------------------ | ------------------ | ------------------ | ------------------ |
| 2006               | Cantón (China)     | Medalla de bronce  | kg                 |
| Campeonato Europeo |                    |                    |                    |
| Año                | Lugar              | Medalla            | Categoría          |
| 2005               | Varna (Bulgaria)   | Medalla de bronce  | 66 kg              |
| 2006               | Moscú (Rusia)      | Medalla de plata   | 66 kg              |